# A Christmas Album (альбом Барбры Стрейзанд)
A Christmas Album — первый рождественский альбом Барбры Стрейзанд, выпущенный на лейбле Columbia Records в 1967 году.

## Об альбоме
Продюсер Джек Голд рассказывал: «[Барбра] не хотела записывать „White Christmas“, так как эта песня была тесно связана с Бингом Кросби. Я вспомнил, что у песни был специальный куплет, который Ирвинг Берлин написал о том, каково быть без средств в Беверли-Хиллз в сочельник. Стрейзанд понравился этот текст, и она записала песню для альбома».
Песни «Sleep in Heavenly Peace (Silent Night)», «Gounod’s Ave Maria», «I Wonder as I Wander», «The Lord’s Prayer» были записаны июне 1966 года в Лондоне в студии Olympia Sound Studios. Продюсером выступил Этторе Стрэтта, аранжировщиком — Рэй Эллис. Стрэтта вспоминал, что Барбра настаивала на новых интерпретациях песен, без традиционных аранжировок. «Было волнующе видеть и слышать её», — рассказывал Стрэтта, — «Она была так счастлива — она была беременна, и она скоро возвращалась домой. Для неё это было очень хорошее время».
«На самом деле, я была немного недовольна своим первым рождественским альбомом, который я записала, когда была беременна Джейсоном», — призналась Стрейзанд в 2001 году. «Я болела, у меня был ларингит, но уже была договоренность с оркестром в Лондоне, и я должна была петь в течение трёх дней. Я не чувствовала, что это была хорошая запись, и всегда думала, что должна сделать другую, когда я не буду такой хриплой».
Альбом стал одним из наиболее успешных альбомов Стрейзанд и расценивается как один из самых продаваемых рождественских альбомов в США. Обложка альбома была создана известной дизайнерской командой Horn/Griner, состоявшей из Стива Хорна и Норма Гринера, которые работали вместе над различными дизайнерскими проектами в течение 15 лет. Фотография была снята на репетиции концерта Барбры в Центральном парке, вечером 16 июня 1967 года.
Многие песни с альбома были переизданы в 1968 году на компиляции под названием Seasons Greetings from Barbra Streisand…and Friends, выпущенной Maxwell House Coffee и Columbia Special Products. Помимо песен Барбры на альбоме присутствовали песни других артистов лейбла Columbia Records — Дорис Дэй, Джима Нэйборса и Андре Костеланца.
Альбом был выпущен на компакт-диске в октябре 1990 года. Альбом был отремастерирован и переиздан снова в октябре 2004 года как часть серии релизов Columbia Records — «Essential Holiday Classics». В октябре 2007 году, к сорокалетию альбома, диск вновь был переиздан, с новым оформлением. В 2013 году на лейбле Sony Legacy была издана компиляция из песен с обоих рождественских альбомов Барбры под названием The Classic Christmas Album.
5 мая 1999 года A Christmas Album получил пятикратную платиновую сертификацию RIAA с продажами более пяти миллионов копий в США.
В 2005 году на компиляции Baby, It’s Cold Outside, выпущенной для продажи в Starbucks, была издана ранее не выпущенная английская версия песни «Gounod’s Ave Maria», записанная летом 1966 года.

## Чарты
В специальном сезонном чарте журнала Billboard — Christmas Albums chart, A Christmas Album провел все 5 недель, в течение которых издавался чарт, на первом месте, став самым успешным рождественским альбомом 1967 года в США. Billboard несколько раз менял правила попадания в чарты рождественских альбомов. До 1963 года они могли попадать в основной альбомный чарт — Billboard Top LPs. Начиная с 1963 года был создан Christmas Albums chart, в главный чарт сезонные альбомы попадать не могут. Это продолжалось до 1974 года, когда сезонные альбомы вновь смогли попадать в данный рейтинг. Впервые в чарт Billboard Top LPs & Tape альбом попал в декабре 1981, достигнув пика на 108-й позиции за 5 недель нахождения в хит-параде.
24 ноября 2012 года альбом вновь вернулся в Billboard 200 на 195-ю строчку и поднялся на 183-е место на следующей неделе. Альбом также достиг 38-й позиции в чарте Top Pop Catalog Albums.
Рекламная кампания альбома сопровождалась релизом нескольких синглов. Первый, Sleep in Heavenly Peace (Silent Night) / Gounod’s Ave Maria, был выпущен в октябре 1966 года — за год до релиза альбома. Барбра начала исполнять песню «Silent Night» во время летнего турне 1966 года, её версия была встречена множеством восторженных отзывов: критики отмечали невероятную способность Барбры заставлять «работать» даже рождественскую песню жарким летом. В ноябре 1967 года, к выходу альбома, было выпущено ещё четыре промосингла — «Have Yourself a Merry Little Christmas» / «The Best Gift», «My Favorite Things» / «The Christmas Song», «The Lord’s Prayer» / «I Wonder as I Wander» и «Jingle Bells?» / «White Christmas».

## Список композиций
| №  | Название                                                    | Автор(ы)                             | Длительность |
| -- | ----------------------------------------------------------- | ------------------------------------ | ------------ |
| 1. | «Jingle Bells?» (новая адаптация Джека Голда и Марти Пэйча) | Джеймс Лорд Пирпонт                  | 1:58         |
| 2. | «Have Yourself a Merry Little Christmas»                    | Ральф Блейн, Хью Мартин              | 3:14         |
| 3. | «The Christmas Song (Chestnuts Roasting on an Open Fire)»   | Мел Торме, Боб Уэллс                 | 4:00         |
| 4. | «White Christmas»                                           | Ирвинг Берлин                        | 3:08         |
| 5. | «My Favorite Things»                                        | Оскар Хаммерстайн II, Ричард Роджерс | 3:09         |
| 6. | «The Best Gift»                                             | Лан О’Кун                            | 3:11         |

| №                   | Название                                                   | Автор(ы)                        | Длительность |
| ------------------- | ---------------------------------------------------------- | ------------------------------- | ------------ |
| 1.                  | «Sleep in Heavenly Peace (Silent Night)»                   | Франц Ксавьер Грубер, Йозеф Мор | 3:07         |
| 2.                  | «Gounod’s Ave Maria» (Latin Version)                       | Шарль Гуно                      | 3:26         |
| 3.                  | «O Little Town of Bethlehem» (новая адаптация Джека Голда) | Филлипс Брукс, Льюис Реднер     | 2:58         |
| 4.                  | «I Wonder as I Wander»                                     | Джон Джейкоб Найлз              | 3:18         |
| 5.                  | «The Lord’s Prayer»                                        | Элберт Хей Малотт               | 2:43         |
| Общая длительность: | Общая длительность:                                        | Общая длительность:             | 33:40        |

## Участники записи
- Барбра Стрейзанд — вокал
- Марти Пейч — аранжировщик, дирижёр
- Рэй Эллис[англ.] — аранжировщик, дирижёр
- Джек Голд — продюсер
- Рафаэль О. Валентин — звукорежиссёр
- Джек Лэттиг — звукорежиссёр
- Дон Михэн — звукорежиссёр